# AAアルヘンティノス・ジュニアーズ
アソシアシオン・アトレティカ・アルヘンティノス・ジュニアーズ（スペイン語: Asociación Atlética Argentinos Juniors）は、アルゼンチンの首都ブエノスアイレスのラ・パテルナル地区を本拠地とするサッカークラブである。
1970年代にディエゴ・マラドーナなどが、1980年代にクラウディオ・ボルギやフェルナンド・レドンドなどがアルヘンティノスからプロデビューし、やがてビッグクラブへと羽ばたいていった。また、フアン・ロマン・リケルメやエステバン・カンビアッソも、アルヘンティノスの下部組織でプレーした経験がある。1985年にはコパ・リベルタドーレスで優勝してインターコンチネンタルカップに出場した。

## 歴史
アルヘンティノスの起源は1886年まで遡る。アメリカに端を発する社会主義的着想によって、数千マイル離れたアルゼンチンにロス・マルティレス・デ・チカゴと呼ばれるクラブが設立された。その18年後、ロス・マルティレス・デ・チカゴはソル・デ・ビクトリアと合併してアソシアシオン・アトレティカ・イ・フトゥボリスティカ・アルヘンティノス・ウニードス・デ・ビジャ・クレスポが誕生したが、この長大なクラブ名はクラブエンブレム決定の際に問題となり、アソシアシオン・アトレティカ・アルヘンティノス・ジュニアーズ (Asociacion Atletica Argentinos Juniors) に短縮された。それまでの緑色と白色のユニフォームは、社会主義のシンボルカラーに起因する赤色と黒色のストライプに変更された。1921年にプリメーラ・ディビシオンに初昇格し、トップリーグで16シーズンプレー。しかし1930年代半ばにクラブ存続の危機に陥ると、スタジアムからの立ち退きを命じられ、クラブ会員はかろうじて100人を超える程度まで減少した。
1950年代に指揮を執ったフランシスコ・ファンディーノ監督が目指したスタイリッシュなパスサッカーは、El Tifón de Boyacá（ボジャカの台風）として知られた。アルヘンティノスは名声を手に入れ、ディエゴ・マラドーナなどの若手有望選手を惹きつけた。1976年には15歳のマラドーナがトップチームデビューし、1980年にはリーグ戦で準優勝。マラドーナは4シーズン連続でリーグ得点王に輝いたが、不思議なことに、アルヘンティノスに黄金期が訪れたのは彼のボカ・ジュニアーズ移籍後であった。ロベルト・サポリティ監督に率いられたメトロポリターナ1984ではプロ化後初のリーグ優勝を飾り、クラウディオ・ボルギ、セルヒオ・バティスタ、ペドロ・パスクッリなどがマラドーナらとともに2年後の1986 FIFAワールドカップ優勝メンバーとなった。ホセ・ジュディカ監督が率いたナシオナル1985ではクラブ2度目のリーグ優勝を果たし、同年のコパ・リベルタドーレスでは決勝でアメリカ・デ・カリ（コロンビア）を破って初優勝した。インターコンチネンタルカップではミシェル・プラティニ擁するユヴェントスFC（イタリア）と対戦したが、PK戦の末に敗れて準優勝に終わった。
1988年11月20日のラシン・クラブ戦はPK戦にもつれ込んだが、このPK戦でのキッカーの人数は世界記録となった。両クラブ合わせて44人がPKを蹴り、アルヘンティノスが20-19でPK戦に勝利した。
1990年代には再び財政問題に直面し、1996年にはプリメーラB・ナシオナル（2部）降格。フアン・ロマン・リケルメやエステバン・カンビアッソなど若手有望株の売却を余儀なくされた。彼らはアルヘンティノスの下部組織でプレーしていたが、リケルメはボカ・ジュニアーズの下部組織に移った後にボカからデビューし、カンビアッソはレアル・マドリードと契約した後にローン先のCAインデペンディエンテからトップリーグデビューした。再びプリメーラ・ディビシオンに昇格するものの、2002年にもプリメーラB・ナシオナルに降格して2004年まで在籍。クラブ存続の危機に瀕したが、若手選手育成に力を注いで危機を脱した。2003年12月26日にホームスタジアムが再オープンすると、2008年のコパ・スダメリカーナでは準決勝に進出し、クラブのレジェンドであるクラウディオ・ボルギ監督の下でクラウスーラ2010を制した。

## ライバル
アルヘンチノス・ジュニアーズの最大のライバルはCAオール・ボーイズである。他にCAプラテンセ、CAベレス・サルスフィエルド、CAアトランタとライバル関係にある。

## ユニフォーム
アルヘンチノス・ジュニアーズのユニフォームが赤色なのは、創設メンバーの若者たちが、ロシアの無政府主義者、ピョートル・クロポトキンの支持者で、社会主義者であったことに由来する。

## ニックネーム
アルヘンチノス・ジュニアーズの愛称Los Bichos（ロス・ビチョス：虫の意）は1950年代、アルヘンチノスが素晴らしい戦いをしたある試合の後、日刊紙クラリンが記事のタイトルに「厄介な虫がいたずらをした」と書いた。この記事から、「虫」の部分だけ切り取られて使われるようになり、現在もアルヘンチノスの愛称とし使われている。

## スタジアム
現在は、1940年に建設された多目的スタジアムのエスタディオ・ディエゴ・アルマンド・マラドーナ（エスタディオ・ラス・マルビナス）を所有している。かつての在籍選手であるディエゴ・マラドーナは「アルヘンティノスは我が家だ。このスタジアムの名前を聞くといつも背筋がぞくぞくする」と語っており、彼の名を採ってエスタディオ・ディエゴ・アルマンド・マラドーナに改名された。

## タイトル

### 国内タイトル
- スーペルリーガ : 3回
  - 1984M, 1985N, 2009-10C
- プリメーラB・ナシオナル : 1回
  - 1996-97

### 国際タイトル
- コパ・インテラメリカーナ : 1回
  - 1985
- コパ・リベルタドーレス : 1回
  - 1985

## 現所属メンバー
2025年1月22日現在
注：選手の国籍表記はFIFAの定めた代表資格ルールに基づく。
| No. | Pos. |              | 選手名                     |
| --- | ---- | ------------ | -------------------------- |
| 2   | DF   | アルゼンチン | トビアス・ラミレス         |
| 3   | DF   | アルゼンチン | ルシアーノ・サンチェス     |
| 4   | DF   | アルゼンチン | エリク・ゴドイ             |
| 5   | MF   | パラグアイ   | フアン・カルドソ           |
| 6   | DF   | アルゼンチン | ロマン・ベガ               |
| 7   | FW   | アルゼンチン | サンティアゴ・ロドリゲス   |
| 8   | MF   | ウルグアイ   | アラン・ロドリゲス ()      |
| 9   | FW   | アルゼンチン | マクシミリアーノ・ロメロ   |
| 10  | MF   | アルゼンチン | アラン・レスカノ           |
| 12  | GK   | アルゼンチン | ゴンサロ・シリ             |
| 13  | FW   | ウルグアイ   | ホアキン・アルダイス       |
| 14  | DF   | アルゼンチン | ケビン・コロネル           |
| 15  | MF   | パラグアイ   | アリエル・ガマーラ         |
| 16  | DF   | アルゼンチン | フランシスコ・アルバレス   |
| 17  | MF   | アルゼンチン | クリスティアン・フェレイラ |

| No. | Pos. |              | 選手名                        |
| --- | ---- | ------------ | ----------------------------- |
| 18  | FW   | アルゼンチン | イスマエル・ソサ              |
| 19  | FW   | ウルグアイ   | ルベン・ベンタンクール        |
| 20  | DF   | アルゼンチン | セバスティアン・プリエト      |
| 21  | MF   | アルゼンチン | ニコラス・オロス              |
| 22  | DF   | ウルグアイ   | レアンドロ・ロサノ            |
| 23  | DF   | アルゼンチン | ティアゴ・サンタマリア        |
| 24  | MF   | アルゼンチン | フェデリコ・ファットーリ      |
| 25  | MF   | アルゼンチン | ルーカス・ゴメス              |
| 26  | FW   | アルゼンチン | ホセ・エレーラ                |
| 27  | FW   | アルゼンチン | トマス・モリーナ              |
| 29  | FW   | アルゼンチン | エミリアーノ・ビベロス        |
| 30  | FW   | アルゼンチン | マヌエル・ブロンド            |
| 33  | DF   | ウルグアイ   | マテオ・アントーニ            |
| 50  | GK   | アルゼンチン | ディエゴ・ロドリゲス (副主将) |

## 歴代監督
- ロベルト・サポリティ 1984, 1986
- ホセ・ジュディカ 1985-1986
- ホルヘ・ソラーリ 2002
- セルヒオ・バティスタ 2004
- ネストル・ゴロシート 2007-2008
- クラウディオ・ボルギ 2009-2010, 2014

- ペドロ・トログリオ 2010-2011
- ネストル・ゴロシート 2011-2012
- レオナルド・アストラーダ 2012
- ガブリエル・シュレール 2012-2013
- リカルド・カルソ・ロンバルディ 2012-2013
- ガブリエル・エインセ 2016-2017

## 歴代所属選手

### GK
- ウバルド・フィジョール 1983
- ファリド・モンドラゴン 1993-1994
- ニコラス・ナバーロ 2004-2007, 2010-2011

### DF
- ホルヘ・オルギン 1984-1988
- ネストル・ガブリエル・ロレンソ 1985-1989
- フリオ・オラルティコエチェア 1987-1988
- マウリシオ・タリッコ 1993-1994
- フアン・パブロ・ソリン 1994-1995
- ディエゴ・プラセンテ 1996-1997

- フリオ・アルカ 1998-2000
- ニコラス・パレハ 2004-2006
- アンドレス・スコッティ 2006-2010
- イグナシオ・カヌート 2007-2010
- / サンティアゴ・ヘンティレッティ 2010-2011

### MF
- ホセ・ペケルマン 1970-1974
- リカルド・ジュスティ 1978-1979
- セルヒオ・バティスタ 1981-1988, 1991
- エミリオ・コミッソ 1984-1988
- フェルナンド・レドンド 1985-1990
- ディエゴ・カーニャ 1988-1992
- ロベルト・アクーニャ 1993-1994

- フェデリコ・インスア 1997-2002
- ニコラス・メディーナ 1997-2001
- ルーカス・ビリア 2003-2005
- ネストル・オルティゴサ 2004-2011

### FW
- ディエゴ・マラドーナ 1976-1981
- ペドロ・パスクリ 1980-1985

- クラウディオ・ボルギ 1981-1987